# Aire urbaine de Mourenx
L'aire urbaine de Mourenx est une aire urbaine française centrée sur la ville de Mourenx dans le département des Pyrénées-Atlantiques.

## Données globales
En 2010, selon l'INSEE, l'aire urbaine de Mourenx est composée de neuf communes

### Communes
Liste des communes appartenant à l'aire urbaine de Mourenx selon la nouvelle délimitation de 2010 et sa population municipale en 2010 (liste établie par ordre alphabétique) :
| Nom          | Code Insee | Statut | Superficie (km2) | Population (dernière pop. légale) | Densité (hab./km2) |
| ------------ | ---------- | ------ | ---------------- | --------------------------------- | ------------------ |
| Bésingrand   | 64117      |        | 2,29             | 146 (2022)                        | 64                 |
| Lagor        | 64301      |        | 20,97            | 1 134 (2022)                      | 54                 |
| Lahourcade   | 64306      |        | 10,94            | 710 (2022)                        | 65                 |
| Monein       | 64393      |        | 80,84            | 4 436 (2022)                      | 55                 |
| Mourenx      | 64410      |        | 6,34             | 5 744 (2022)                      | 906                |
| Noguères     | 64418      |        | 1,95             | 125 (2022)                        | 64                 |
| Os-Marsillon | 64431      |        | 5,45             | 548 (2022)                        | 101                |
| Pardies      | 64443      |        | 5,82             | 920 (2022)                        | 158                |
| Vielleségure | 64556      |        | 14,31            | 381 (2022)                        | 27                 |

## Évolution démographique
L'évolution démographique ci-dessous concerne l'aire urbaine selon le périmètre défini en 2010.
| 1968   | 1975   | 1982   | 1990   | 1999   | 2009   | 2014   | 2015 | - | - |
| ------ | ------ | ------ | ------ | ------ | ------ | ------ | ---- | - | - |
| 18 739 | 17 422 | 16 943 | 15 589 | 15 749 | 15 751 | 15 003 | -    | - | - |